# Flossie Gomile-Chidyaonga
Flossy Gomile-Chidyaonga (qua đời ngày 09 tháng 5 năm 2014) là Phó Cao ủy của Malawi sang Anh và Tanzania. Cô đã tham gia vào một cuộc cãi vã ngoại giao giữa Malawi và Vương quốc Anh vào năm 2011 do một dây cáp ngoại giao bị rò rỉ, và đã bị trục xuất. Bà là Cao ủy Malawi tới Tanzania.

## Cuộc sống cá nhân
Chidyaonga đã tốt nghiệp Đại học Bách khoa ở Malawi. Cô qua đời sau một trận ốm ngắn ngày 9 tháng 5 năm 2014.

## Sự nghiệp
Cô là một giảng viên tại Đại học Malawi và là thành viên của Hiệp hội Phụ nữ Chuyên nghiệp và đã phát biểu tại "Hội nghị Thế giới thay đổi" năm 1997 thay mặt họ xây dựng các mối quan hệ xuyên quốc gia. Cô từng là Đại sứ Quyền của Cao ủy Anh. Sau đó, cô trở thành Cao ủy đến Tanzania.

### Tranh chấp biên giới giữa Malawi-Tanzania
Bà là Cao ủy ở Malawi-Tanzania trong cuộc tranh chấp nước ở Ma-rốc-Tanzania đối với Hồ Malawi và Hồ Nyasa.

### Cáp Cochrane-Dyet
Trong một Wiki-Leaked cable tới Anh, Cao ủy Anh, ông Fergus Cochrane-Dyet đã nói đến Tổng thống của Malawi Bingu wa Mutharika là kiêu ngạo và "ngày càng độc đoán và không khoan dung hơn."  Điều này đã được in trên tờ báo Malawian, The Nation. Điều này dẫn đến việc trục xuất phái viên của wa Mutharika và yêu cầu thay thế. Để trả thù, chính phủ Anh đã trục xuất Gomile-Chidyaonga, người đang là Cao ủy Quyền tại Ma-rốc tại Anh vào thời điểm đó. Họ cũng thu hồi lời mời của cô tới đám cưới của Vương tôn William và Kate Middleton.